# Вольський Петро Дмитрович
Петро Дмитрович Во́льський (нар. 18 травня 1925, Шимкент) — український художник; член Спілки радянських художників України з 1960 року.

## Біографія
Народився 18 травня 1925 року в місті Шимкенті (нині Казахстан). Брав участь у німецько-радянській війні. Нагороджений орденами Слави ІІІ ступеня (16 червня 1976), Вітчизняної війни І ступеня (21 лютого 1987).
Упродовж 1950—1956 років навчався в Латвійській академії мистецтв у Карліса Міесніекса, Арія Скріде. Дипломна робота — портрет заслуженої артистки Латвійської РСР Велти Вілцинь (керівник Яніс Тільбергс).
З 1970 року обіймав посаду головного художника Запорізького музично-драматичного театру імені Миколи Щорса. Жив у Запоріжжі в будинку на вулиці Лермонтова, № 26 б, квартира № 67. Переїхав до Ялти, де жив у будинку на вулиці Бірюкова, № 30, квартира № 3.

## Творчість
Працював у галузі станкового живопису (переважно у жанрах портрету і тематичної картини) і художньо-декоративного мистецтва. 
Автор живописних картин
- «Товариш» (1956);
- «Юнак» (1956);
- «Балерина Велта Вілцинь» (1956);
- «Лейтенант міліції» (1957);
- «Студентка» (1957);
- «Еллочка» (1958);
- «Жіночий портрет» (1959);
- «На “Запоріжсталі”. Дружба» (1960);
- «Пост спостереження» (1964);
- «До останнього подиху» (1965);
- «Горнові» (1970);
- «Весна (Дівчина)» (1975);
- «Наталія» (1976);
- «Бухта Чехова» (1985);
- «Автопортрет» (2000);
- «Натюрморт» (2003);
- «Скеля» (2003);
- «Парус» (2003);
- «Адалари» (2004).

У Запорізькому театрі оформив вистави
- «Бразильський скарб» М. Машаду (1971);
- «А зорі тут тихі» Бориса Васильєва (1972);
- «Третя патетична» Миколи Погодіна (1972, 3-я всесоюзна і 1-а республіканська премії);
- «Ураган» Анатолія Софронова (1973);
- «Дзвоніть та приїздіть» Анатолія Алексіна (1973);
- «Учень чарівника» Ванди Жулкевської та Станіслава Бугайського (1973);
- «Забути Герострата!» Григорія Горіна (1974);
- «Її народження» А. Путінцева (1974);
- «Без вини винні» Олександра Островського (1974);
- «Для чого ти живеш?» Імрана Касумова та Гасана Сеїдбейлі (1974);
- «Зачарований вітряк» Михайла Стельмаха (1975, Всесоюзна премія);
- «Повість про вірність» Олексія Коломійця (1975);
- «Безсмертя» Олександра Довженка (1976);
- «Гарантія» Івана Рачади (1976).

Брав участь у республіканських та всесоюзних виставках з 1956 року. Персональна виставка відбулася у Запоріжжі у 1977 році.